# Dalea minutifolia
Dalea minutifolia là một loài thực vật có hoa trong họ Đậu. Loài này được (Rydb.) Harms miêu tả khoa học đầu tiên.